# PEST-Sequenz
PEST-Sequenzen sind Teile von Proteinen, die besonders reich an den Aminosäuren Prolin (P), Glutamat (E), Serin (S) und Threonin (T) sind, welches zu einer geringeren Halbwertszeit t1/2 des gesamten Proteins führt und damit zu einem schnelleren Abbau im Proteasom. Sie sind unter anderem enthalten in Androgen-, Estrogen- und Vitamin-D-Rezeptoren. Die Aktivität von PEST-Sequenzen wird durch Phosphorylierung benachbarter Domänen reguliert.